# Chudoba (województwo wielkopolskie)
Chudoba – wieś w Polsce położona w województwie wielkopolskim, w powiecie kaliskim, w gminie Brzeziny. Miejscowość wchodzi w skład sołectwa Rożenno.
W latach 1975–1998 miejscowość należała administracyjnie do województwa kaliskiego.